# صيرفة إلكترونية
لقد عرف عالم الأعمال المصرفية تحولا علميا من أبعاد وأهداف استراتيجيات المصارف في العقود القليلة الأخيرة وكان ذلك نتيجة منطقية لثورة التكنولوجيات الجديدة في الاعلام والاتصال وعولمة الأسواق المالية والمصرفية، ولعل هذا ما أدى بالمؤسسات المصرفية خاصة والمالية عامة بالاتجاه نحو تقديم نوع جديد من الخدمات يتماشى مع ما أصبحت تتسم به سوق الصيرفة.ومن هنا يرى البعض أن على المصارف أن تطور من أدائها تماشيا مع الظروف المحيطة بها بما يتجسد هذا التطور في الصيرفة الالكترونية.

## مفهوم الصيرفة الالكترونية
هناك عدة تعاريف للصيرفة الالكترونية وسنسرد بعضا منها:
التعريف الأول:
هو إجراء العمليات المصرفية بطرق إلكترونية أي استخدام تكنولوجيا الاعلام والاتصال الجديدة سواء تعلق الأمر بالأعمال المصرفية التقليدية أو الجديدة وفي ظل هذا النمط لن يكون العميل مضطرا للتنقل إلى البنك إذا أمنكه القيام بالأعمال التي يريدها من بنكه من أي مكان وفي أي زمان.
التعريف الثاني:
هو ان الصيرفة الالكترونية أو بما يعرف العمليات المصرفية الالكترونية هي قيام البنوك تقديم الخدمات المصرفية أو المبتكرة أو بما يعرف من خلال شبكات اتصال إلكترونية، وتقتصر صلاحية الدخول اليها على المشاركين فيها وفقا لشروط العضوية التي تحددها البنوك وذلك من خلال أحد المنافذ على الشبكة كوسيلة اتصال العملاء.
التعريف الثالث:
يتضمن بأن الصيرفة الالكترونية تعني اتجاه البنوك نحو التوسع في إنشاء مقار لها عبر الانترنت بدلا من إنشاء مقار ومباني جديدة.

## دوافع ظهور الصيرفة الاكترونية
ان ظهور الصيرفة الالكترونية كان نتيجة تفاعل عدة عناصر منها:

اولا: ثورة الاتصالات والمعلومات التي أدت إلى ظهور تغيرات جوهرية في طبيعة عمل القطاع المصرفي والمالي ومنه التطلع إلى تقديم خدمات مصرفية ومالية متطورة ومتنوعة اعتمادا على ما أنتجته التكنولوجيا وثورة المعلومات.
ثانيا:التجارة الالكترونية التي تتم باستخدام الوسائل الالكترونية وخاصة الانترنت والتي أصبحت تتميز بخصائص عديدة تميزها عن التجارة التقيدية التي اعتادت هذه المؤسسات المالية التعامل في ظلها ومعها مما جعل التطوير الواعي لاستراتيجيات وأساليب عمل البنوك ضرورة خدمية وليس ترفا أو هدارا للأموال.
ثالثا: وجود منافسة شديدة بين البنوك بعضها البعض ومع غيرها من المؤسسات المالية، هذه المنافسة التي أصبحت لا تقتصر على الاقتصاديات الوطنية بل اكتسبت أبعادا دولية في ظل تحرير التجارة العالمية.
رابعا: تزايد دخول العديد من المؤسسات المالية غير المصرفية مثل شركات التأمين وشركات الأوراق المالية ومنافستها للبنوك، حيث أصبح العديد من هذه المؤسسات يقدم مجموعة الخدمات وثيقة الصلة بعمل البنوك.
خامسا: وجوب تطوير الأداء بصفة مستمرة سواء للبنوك وغيرها من المؤسسات المالية لرفع مستوى الكفاءة التشغيلية لتقديم أفضل خدمة لعملائها، وخاصة أن الكثير من العملاء أصبحوا يطلبون خدمة رفيعة المستوى بتكلفة تنافسية، مستفيدين من المنافسة المتزايدة من المؤسسات.
سادسا: دخول العديد من المؤسسات التجارية والاقتصاديات سوق الأعمال المصرفية ومن أهم الأمثلة في ذلك قيام بعض المحلات الكبيرة بتقديم خدمة لعملائها في صورة كوبون يستخدم عند التسوق فيها وبالتالي تقل الحاجة للتعامل مع البنوك.
وبالتالي نستنتج أن تغير الظروف والأحوال (العوامل السابقة) يتبعه تغير الأدوات والوسائل التي تستخدم للتعامل معها، إذ لا يجوز استخدام وسائل تقليدية للتعامل مع ظروف ومستجدات لم تكن قائمة مثلما هو الحال فيما شهده العمل المصرفي خاصة والمالي عامة من تحولات وتغيرات لعل أهمها الصيرفة الالكترونية.

## أهداف الصيرفة الالكترونية
أنها تعتبر وسيلة لتعزيز حصتها في السوق المصرفي، ولخفض التكاليف واتاحة المعلومات عن الخدمات التي يؤديها البنك دون تقديم خدمات مصرفية على الشبكةوحصول العملاء على الخدمات المصرفية وغير المصرفية في أي وقت وأي مكان.

## مراحل التطور التكنولوجي في العمل المصرفي
لقد مر استخدام التكنولوجيا من قبل المصارف بخمس مراحل، وهذه المراحل هي:
أولا: مرحلة الدخول وهي المرحلة التي دخلت فيها التكنولوجيا إلى أعمال المصارف بغرض ايجاد حلول للأعمال المكتبية الخلفية.
ثانيا: مرحلة تعميم الوعي بالتكنولوجياوهي المرحلة التي بدأت بتعميم الوعي بالتكنولوجيا على كافة العاملين بالمصرف من خلال برامج تدريب تغلب عليها التقنية على حساب المعرفة بالأعمال.
ثالثا: مرحلة دخول الاتصالات والتوفير الفوري لخدمات العملاء مثل مركز خدمة العملاء(call center).
رابعا: مرحلة الضبط والسيطرة على التكاليف وهي مرحلة ضبط الاستثمار بالتكنولوجيا.
خامسا: مرحلة اعتبار التكنولوجيا عملا ضمن أعمال المصرف وهي المرحلة التي بدأت فيها الإدارة الاستراتيجية للتكنولوجيا، والتي ارتكزت على تفعيل الانتاجية على الصعيد الداخلي، وتحسين الضبط على الصعيد العملي، وتسويق التكنولوجيا على الصعيد الخارجي.

## مميزات الصيرفة الالكترونية
ان من مميزات الصيرفة الالكترونية انها تمكن من سحب وايداع في أي وقت حتى وان كان البنك مغلق ويكون التعامل مضفر مع بيانتك مما يضمن ويعزز من السرية وأيضا التخفيف من الأعمال الورقية.

## عيوب الصيرفة الالكترونية
ان من عيوبها انه يمكن اختراق حسابك ويوجد بعض الأماكن تمنع من تسجيل للدخول فيها ويوجد أيضا مخاطر تشغيلية ومخاطر استراتيجية.

## آلة الصراف الآلي (Automatic Teller Machine)

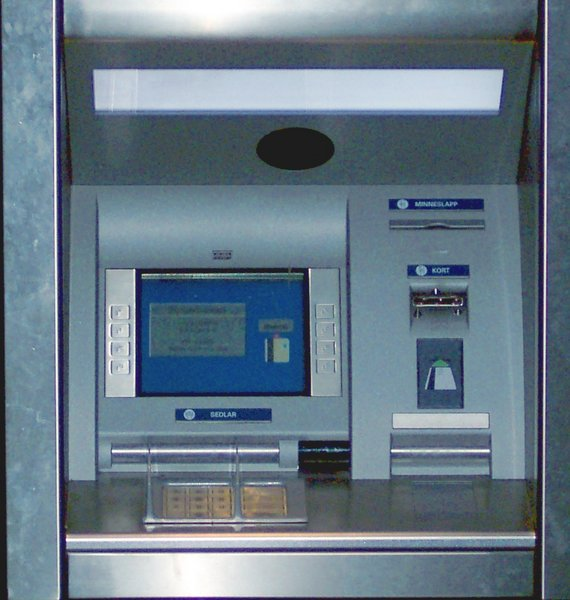
الصراف الآلي (ATM)

ظهرت أجهزة الصراف الآلي في السبعينيات من القرن العشرين الماضي كبديل لموظفي الصرافة في الفروع المصرفية لتقليل عدد المعاملات داخل البنك، أما في الثمانينات من نفس القرن بدأ الاهتمام بتخفيض التكاليف من ثم البحث عن تحقيق ميزة تنافسية، وتعتبر الصرافات الآلية أولى آلية تطور العمل المصرفي حيث تعتمد على وجود شبكة من الاتصالات تربط فرع البنك الواحد أو فروع كل البنوك في حالة قيامها بخدمة أي عميل من أي بنك، وقد تطور عمل هذه الأجهزة حيث أصبحت تقوم بالوصول الي بيانات حسابات العملاء فوريا، والتي تقدم خدمات متقدمة في صرف المبالغ النقدية، لكن هذه الأجهزة لم تعتد تقتصر على مجرد وسيلة للحصول على النقود، بل حاليا تقوم بوظائف متقدمة تمكن العملاء والموظفين من استلام رواتبهم وحقوق الضمان الاجتماعي، كما تسمح لهم بالوصول إلى حساباتهم الجارية، وأصبحت حاليا تقدم مجموعة من الوظائف نذكر منها:
1.التعرف غلى رصيد الحساب.
2.القيام بسحب وايداع نقدي.
3.إجراء تحويلات نقدية بين الحسابات.
4.طلب دفتر شيكات.
5.سداد الفواتير.
ففي فرنسا اخترع في نهاية العام 2003 صراف آلي يسمح بايداعات نقدية سواء أكانت أوراقا أو قطعا معدنية أو حتى الشيكات، حيث يقبل هذا الجهاز التعامل مع حوالي 100 شيك و250 ورقة نقدية ويستطيع حساب 500 قطعة نقدية في الدقيقة.

## نقاط البيع الالكترونية (Electronic Points of Sale)
وهي الآلات التي تنتشر لدى المؤسسات التجارية والخدمية بمختلف أنواعها وأنشطتها، ويمكن للعميل استخدام بطاقات بلاستيكية أو بطاقات ذكية للقيام بأداء مدفوعات من خلال الخصم على حسابه الكترونيا بتمرير هذه البطاقة داخل هذه الآلات المتصلة الكترونيا بحواسيب الصرف.

## الصيرفة المنزلية (Home Banking)
وهو ذلك الحاسب الشخصي الموجود بالمنزل أو العمل أو أي مكان، والذي يتصل بحاسب المصرف ليتمكن من خلال كلمة سر أو رقم سري أو كليهما لاتمام العمليات المصرفية المطلوبة وهذا يضمن السرية العالية في التعامل.

## الصيرفة المحمولة (Mobile Banking)
وهي تلك الخدمات المصرفية التي تتاح من خلال الهاتف المحمول، من خلال استخدام العميل رقم سري يتيح له الدخول إلى حسابه للاستعلام عن أرصدته، وكذلك للخصم منه تنفيذا لأي من الخدمات المطلوبة.

## الصيرفة الهاتفية (Phone Banking)أو تسمى أيضا مركز خدمة العملاء (Call Center)

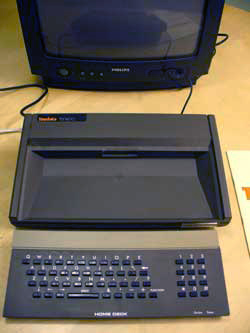
الصيرفة الهاتفية (Phone Banking)

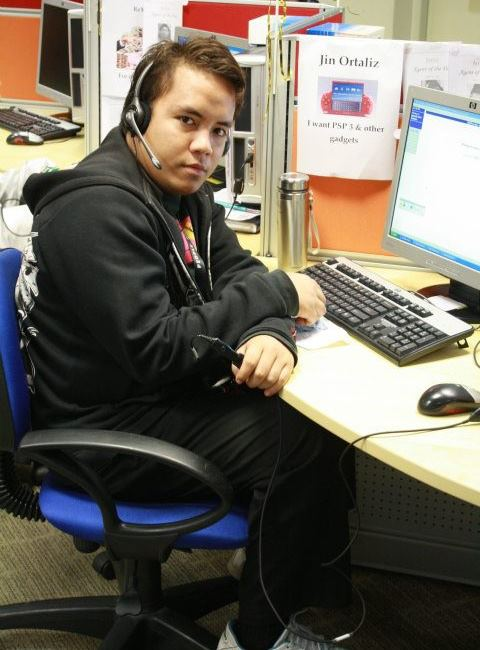
خدمة العملاء(Call Center)

إذ تقوم البنوك بتشغيل مراكز للاتصالات وخدمة العملاء بحيث تتيح أداء الخدمة المصرفية هاتفيا باستخدام رقم سري، وتعمل هذه المراكز على مدار الساعة.
ومن مميزات هذه القناة اتاحة الحصول على الخدمة في أي وقت خلال اليوم وخلال الأسبوع (24 ساعة يوميا، 7 أيام بالأسبوع).

## خدمة الرسائل البنكية
وهذه الرسائل كانت أول ما بدأت به هذه الخدمة، حيث كان البنك يرسل للعميل رسائل في نهاية اليوم البنكي تخبره عن الحركات التي تمت على حسابه لهذا اليوم، ورسالة أخرى تخبره عن رصيد الحساب.
ثم تطورت الخدمة حيث أصبحت ترسل للعميل رسائل فور حدوث حركات معينة مثل:
- وصول رواتب.
- وصول حوالة.
- رفض شيك.
- سحب شيك أكبر من قيمة معينة في حسابه.

والآن أصبحت هذه الخدمة ترسل رسالة للعميل عن حدوث أية حركات مالية على حسابه، وتخبره أيضا بأية خدمات مثل:
- استحقاق وديعة.
- استحقاق كمبيالة أو قرض أو كفالة....الخ.
- الموافقة على قرض.
- مراجعة البنك لسبب ما.

ومازال التطور والتحديث على خدمة الرسائل مستمرا حتى وصل الأمر بان يقوم العميل بارسال رسالة إلى أي صراف آلي داخل بنكه ليتم سحبالمبلغ للشخص الموجود حاليا أمام الصراف.